# Magdy Tolba
Magdy Tolba (1964. február 24. –) egyiptomi válogatott labdarúgó.

## Fordítás
- Ez a szócikk részben vagy egészben  a   Magdy Tolba című angol Wikipédia-szócikk fordításán alapul.  Az eredeti cikk szerkesztőit annak laptörténete sorolja fel. Ez a jelzés csupán a megfogalmazás eredetét és a szerzői jogokat jelzi, nem szolgál a cikkben szereplő információk forrásmegjelöléseként.